# Stephen Tompkinson
Stephen Phillip Tompkinson (Stockton-on-Tees, 15 oktober 1965) is een Brits acteur. Hij is vooral bekend voor zijn werk in comedy- en dramaproducties zoals Drop the Dead Donkey, Ballykissangel, Grafters, In Deep, Wild at Heart en DCI Banks als Detective Chief Inspector Alan Banks.

## Persoonlijk
Tompkinson groeide op in Lytham St Annes in Lancashire. Hij bezocht daar de Catholic High St Bede's School en later de Sixth Form St Mary's in Blackpool. Hij is kort verloofd geweest met Dervla Kirwan, zijn co-star in Ballykissangel. In november 2000 kregen hij en Nicci Taylor een dochter, Daisy. Ze trouwden in augustus 2001, maar in december 2006 werd aangekondigd dat het paar ging scheiden, terwijl Tompkinson bezig was met Wild at Heart. Hij is een Middlesbrough Football Club fan. 

## Loopbaan
Tompkinson volgde een opleiding aan de Central School of Speech and Drama. Hij werd eerst bekend door de rol van de moedige, maar onethische verslaggever Damien Day in de satirische komedie Drop The Dead Donkey, spelende in 1990-1998. Sindsdien speelde hij in de film Brassed Off, verscheen in Chancer met Clive Owen, speelde hij samen met Nick Berry in het misdaaddrama In Deep en trad hij op samen met Robson Green in twee series van Grafters in 1998. Hij verscheen in andere televisiedrama's, zoals All Quiet on de Preston front. Hij is regelmatig te zien op het podium. In 1999 speelde hij in Flint Nativity, voor het eerst uitgezonden in Liverpool.
Een van zijn populairste rollen was die van pater Peter Clifford, naast zijn toenmalige verloofde Dervla Kirwan, in Ballykissangel. Tompkinson verscheen in 2002 als een vreemdeling in de miniserie Ted and Alice. 
In januari 2006 speelde hij mee in de ITV-dramaserie Wild at Heart over een dierenarts uit Bristol die verhuist naar Afrika. Amanda Holden speelt zijn vrouw en ex-Coronation Street-actrice Lucy-Jo Hudson speelt zijn dochter.
In 2009 maakte hij voor ITV Great African Stephen Tompkinson's Balloon Adventure, een driedelige documentaire over zijn avonturen in een heteluchtballon van Tanzania naar Namibië, in 2010 gevolgd door de driedelige serie Stephen Tompkinson's Australian Adventure.
In januari 2010 werd bekendgemaakt dat hij was gecast als Detective Chief Inspector Alan Banks in Aftermath, een tv-bewerking van de romans van Peter Robinson.

## Filmografie
- All at No. 20 (1987) tv
- Treacle (1988) korte film
- The Return of Shelley (1988) tv
- After Henry (1989) tv
- And a Nightingale Sang (1989) tv-film
- Tales of Sherwood Forest (1989) tv
- The Manageress (1989) tv
- Casualty (1989) tv
- Hit the Pitch (1989) tv-film
- Drop the Dead Donkey (1998) tv
- Chancer (1990) tv
- Made in Heaven (1990) tv
- Minder (1991) tv
- Boon (1992) tv
- Shakespeare: The Animated Tales (1992 & 1994) tv
- A Very Open Prison (1994) tv
- All Quiet on the Preston Front (1994) tv
- Downwardly Mobile (1994) tv
- Performance (1994) tv
- Brassed Off (1996)
- Father Ted (1996) tv
- Ballykissangel (1998) tv
- The Vicar of Dibley (1997) tv
- Oktober (1998) tv-miniserie
- Grafters (1998–1999) tv-miniserie
- Grafters II (1999) tv-miniserie
- Square One (1999) tv
- Dad (1999) tv
- The Flint Street Nativity (1999) tv-film
- Hotel Splendide (2000) film
- Lucky Jim (2003) tv-film
- Marian, Again (2005) thriller
- Wild At Heart tv-drama
- DCI Banks (2010–2016) tv-drama
- The Split (2018) tv-drama
- The long shadow (2023) tv-drama